# Флаг Барановичей
Знамя Барановичей — официальный геральдический символ города Барановичи Брестской области Беларуси.
Проект герба и флага Барановичей одобрены постановлением Барановичского городского совета депутатов от 30 ноября 2012 года № 144 и имеет положительное заключение геральдической экспертизы.
Флаг был разработан Болеславом Тумащиком.

## Официальное описание
Флаг города Барановичи представляет собой прямоугольное полотнище с соотношением сторон 1:2, которое состоит из двух горизонтальных полос одинакового размера: верхней — зелёного и нижней — красного цвета, по центру которого находится изображение герба Барановичей.

## Значение
На официальных геральдических символах — гербе и флаге Барановичей находится золотой паровоз, который является символом возникновения и развития города. Основание города Барановичи связано со строительством Московско-Брестской железной дороги (Александровской железной дороги), которая начала работать в 1871 году. Около станции и депо возникло поселение, которое насчитывало в 1880 году около 1.5 тыс. жителей. Строительство и дальнейшее развитие железной дороги стало толчком к рождению и развитию города. Шестерёнка на зелёном фоне символизирует развитие промышленности города в современном времени.